# Break snookerowy

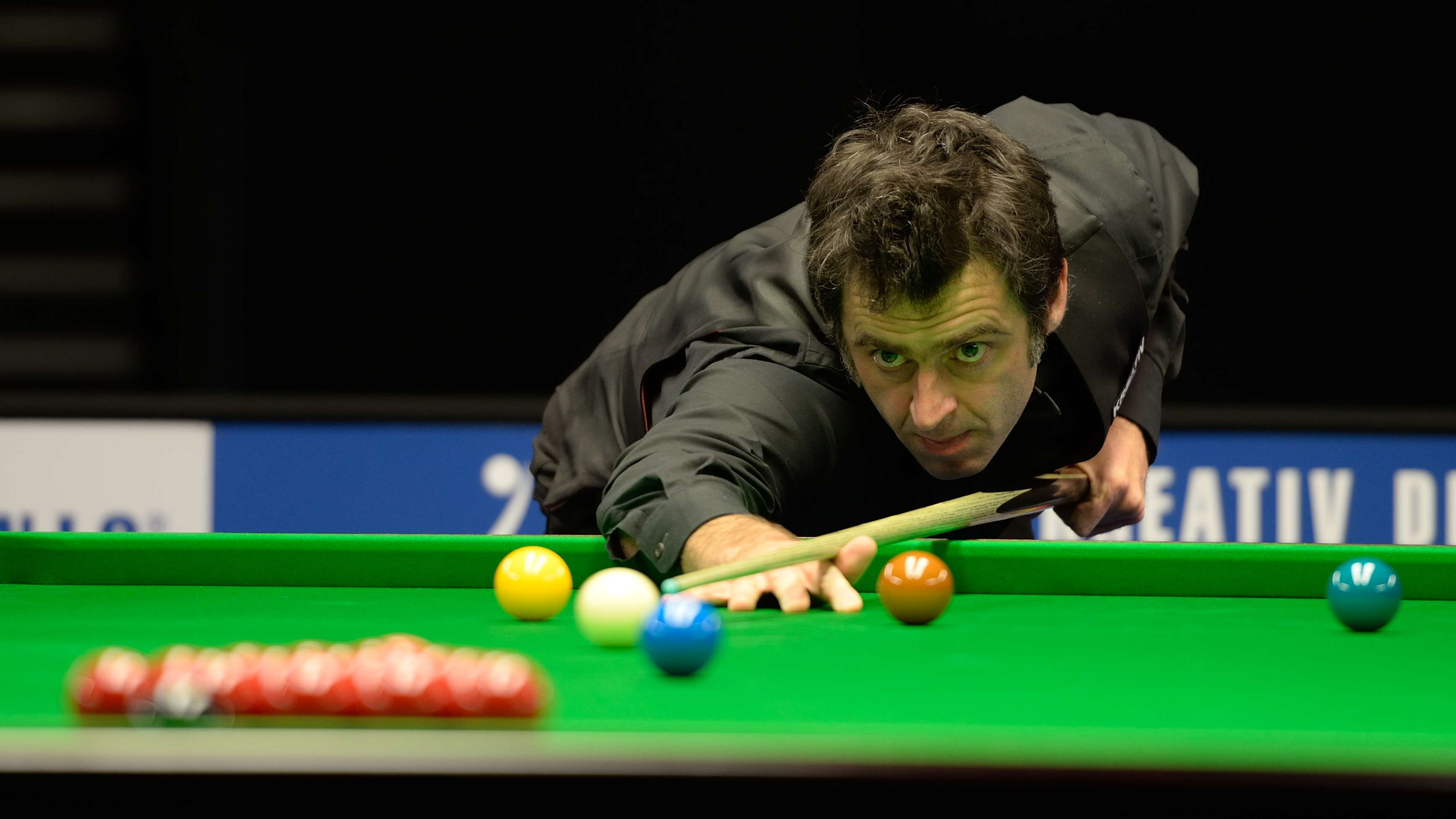
Pierwsze rozbicie, Ronnie O’Sullivan

Break snookerowy – liczba punktów zdobyta we fragmencie meczu snookera rozgrywanym nieprzerwanie przez jednego zawodnika (w czasie jednego podejścia do stołu).

## Breaki stupunktowe
Break stupunktowy (ang. century break) to określenie breaka, w którym zawodnik osiągnie 100 lub więcej punktów. Jest on uznawany za duże osiągnięcie i nagradzany przez publiczność brawami.
Pierwszy udokumentowany stupunktowy break w historii został osiągnięty przez Joe Davisa w 1928 roku. Poprawił on ten wynik w 1934, wbijając 110 oczek, co było pierwszym oficjalnie zarejestrowanym breakiem powyżej 100 pkt w mistrzostwach świata. Jego następne rekordy wynosiły 137 i 138 pkt (oba w 1937), 146 pkt (1950), aż wreszcie osiągnął pierwszy break maksymalny w 1955. W 1962 wbity przez niego break 100 w meczu z Johnem Pulmanem był jednocześnie historycznym, pierwszym udokumentowanym przez transmisję telewizyjną breakiem stupunktowym na świecie. W ciągu całej swojej kariery Davis uzyskał łącznie 687 breaków stupunktowych (z uwzględnieniem również meczów nieoficjalnych), co było absolutnym rekordem jego czasów.
Rekordzistą w tej kategorii jest Ronnie O’Sullivan, który zdobył dotychczas 1300 breaków powyżej 100 pkt. Swój tysięczny „century break” osiągnął w finale Players Championship 2019.
Warto wspomnieć o innych rekordowych osiągnięciach: Stephen Hendry wbił najwięcej setek w ciągu jednego turnieju – 16 (mistrzostwa świata 2002) oraz w jednym meczu – 7 (finał UK Championship 1994). Najszybszym z kolei jest Tony Drago, który potrzebował na wbicie setki zaledwie 3 minut i 31 sekund (UK Championship 1996). Najmłodszym natomiast został Michael White w wieku 9 lat po osiągnięciu 105-punktowego breaka w 2001.
| lp. | Zawodnik           | Liczba breaków | Sezony | Breaki maksymalne |
| --- | ------------------ | -------------- | ------ | ----------------- |
| 1   | Ronnie O’Sullivan  | 1300           | 34     | 17                |
| 2   | Judd Trump         | 1094           | 21     | 8                 |
| 3   | John Higgins       | 1039           | 34     | 13                |
| 4   | Neil Robertson     | 993            | 26     | 5                 |
| 5   | Mark Selby         | 900            | 27     | 6                 |
| 6   | Stephen Hendry     | 777            | 34     | 11                |
| 7   | Shaun Murphy       | 717            | 28     | 10                |
| 8   | Ding Junhui        | 701            | 23     | 7                 |
| 9   | Mark J. Williams   | 670            | 34     | 3                 |
| 10  | Mark Allen         | 666            | 21     | 5                 |
| 11  | Stuart Bingham     | 615            | 30     | 9                 |
| 12  | Marco Fu           | 542            | 26     | 5                 |
| 13  | Stephen Maguire    | 532            | 28     | 3                 |
| 14  | Kyren Wilson       | 524            | 14     | 5                 |
| 15  | Barry Hawkins      | 502            | 28     | 3                 |
| 16  | Ryan Day           | 482            | 27     | 4                 |
| 17  | Allister Carter    | 447            | 29     | 3                 |
| 18  | David Gilbert      | 425            | 23     | 3                 |
| 19  | Ricky Walden       | 390            | 25     | 1                 |
| 20  | Joe Perry          | 378            | 33     | 0                 |
| 21  | Peter Ebdon        | 377            | 29     | 2                 |
| 22  | Matthew Stevens    | 361            | 32     | 1                 |
| 23  | Ken Doherty        | 358            | 36     | 1                 |
| 24  | Jack Lisowski      | 353            | 16     | 1                 |
| 25  | Steve Davis        | 338            | 38     | 1                 |
| 26  | Anthony Hamilton   | 326            | 34     | 0                 |
| 27  | Jimmy White        | 326            | 44     | 1                 |
| 28  | Xiao Guodong       | 317            | 18     | 1                 |
| 29  | Tom Ford           | 311            | 25     | 5                 |
| 30  | Liang Wenbo        | 292            | 18     | 3                 |
| 31  | Mark Davis         | 292            | 35     | 2                 |
| 32  | Graeme Dott        | 271            | 31     | 2                 |
| 33  | Gary Wilson        | 262            | 19     | 5                 |
| 34  | Anthony McGill     | 255            | 16     | 0                 |
| 35  | Martin Gould       | 251            | 18     | 1                 |
| 36  | Dominic Dale       | 248            | 33     | 0                 |
| 37  | Michael Holt       | 244            | 30     | 0                 |
| 38  | Fergal O’Brien     | 240            | 33     | 1                 |
| 39  | Zhou Yuelong       | 232            | 15     | 2                 |
| 40  | Alan McManus       | 230            | 31     | 0                 |
| 41  | Luca Brecel        | 228            | 15     | 1                 |
| 42  | John Parrott       | 221            | 27     | 1                 |
| 43  | Matthew Selt       | 220            | 26     | 0                 |
| 44  | Kurt Maflin        | 208            | 17     | 2                 |
| 45  | Jimmy Robertson    | 204            | 19     | 0                 |
| 46  | Robert Milkins     | 199            | 31     | 3                 |
| 47  | Thepchaiya Un-Nooh | 196            | 15     | 5                 |
| 48  | Stephen Lee        | 184            | 23     | 0                 |
| 49  | Michael White      | 180            | 17     | 0                 |
| 50  | Ben Woollaston     | 177            | 20     | 1                 |
| 51  | Jamie Jones        | 169            | 17     | 1                 |
| 52  | Robin Hull         | 168            | 22     | 0                 |
| 53  | Noppon Saengkham   | 168            | 13     | 3                 |
| 54  | Andy Hicks         | 167            | 27     | 1                 |
| 55  | James Wattana      | 166            | 29     | 3                 |
| 56  | Zhao Xintong       | 166            | 8      | 0                 |
| 57  | Jamie Cope         | 164            | 15     | 3                 |
| 58  | Andrew Higginson   | 161            | 27     | 1                 |
| 59  | Barry Pinches      | 161            | 33     | 1                 |
| 60  | Zhang Anda         | 160            | 15     | 3                 |
| 61  | Mark King          | 156            | 32     | 0                 |
| 62  | Yan Bingtao        | 153            | 7      | 0                 |
| 63  | Hossein Vafaei     | 153            | 17     | 1                 |
| 64  | Tian Pengfei       | 148            | 20     | 0                 |
| 65  | Dave Harold        | 143            | 25     | 0                 |
| 66  | Jamie Burnett      | 136            | 26     | 1                 |
| 67  | Jak Jones          | 136            | 13     | 1                 |
| 68  | Tony Drago         | 132            | 30     | 1                 |
| 69  | Alfred Burden      | 131            | 30     | 1                 |
| 70  | Nigel Bond         | 128            | 33     | 0                 |
| 71  | Chris Wakelin      | 127            | 13     | 0                 |
| 72  | Willie Thorne      | 126            | 26     | 1                 |
| 73  | Joe Swail          | 124            | 29     | 0                 |
| 74  | Mark Joyce         | 123            | 20     | 0                 |
| 75  | Gerard Greene      | 121            | 30     | 0                 |
| 76  | Yuan Sijun         | 121            | 9      | 0                 |
| 77  | Rod Lawler         | 114            | 34     | 0                 |
| 78  | Paul Hunter        | 114            | 11     | 0                 |
| 79  | Stuart Carrington  | 112            | 14     | 0                 |
| 80  | Li Hang            | 111            | 13     | 0                 |
| 81  | Darren Morgan      | 111            | 18     | 0                 |
| 82  | Daniel Wells       | 109            | 15     | 0                 |
| 83  | Lü Haotian         | 108            | 12     | 0                 |
| 84  | Liam Highfield     | 108            | 15     | 0                 |
| 85  | Ian McCulloch      | 105            | 20     | 0                 |
| 86  | Sam Craigie        | 104            | 16     | 0                 |

Legenda: zawodnicy oznaczeni szarym kolorem nie poprawią swojego wyniku.

## Breaki maksymalne

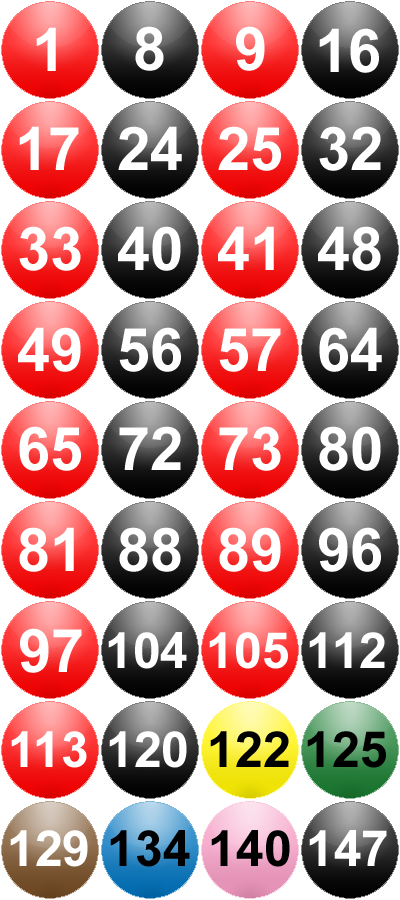
Liczba punktow po wbiciu kolejnych bil w drodze do breaka maksymalnego

Za break maksymalny uważa się oficjalnie break 147-punktowy oraz 155-punktowy. Ten drugi jest możliwy do uzyskania tylko w jednej sytuacji – musi nastąpić faul z free ballem (wolną bilą) przy 15 czerwonych bilach na stole. Taka sytuacja jest bardzo mało prawdopodobna. Należałoby sobie wyobrazić sytuację, w której to zawodnik przy w miarę rozrzuconych czerwonych chce zagrać jedną z bil na „lakier” i popełnia faul, a jednocześnie biała bila ustawia się tak, iż zasłonięte są wszystkie czerwone bile. Dopiero wówczas drugi zawodnik otrzyma free balla, czyli będzie mógł wbijać dowolną bilę kolorową (traktowaną jak czerwoną), ale potem będzie musiał jeszcze dojść do czarnej i wszystkie bile czerwone wbić razem z czarną, a na koniec wbić jeszcze wszystkie kolorowe bile (od żółtej do czarnej).
Do tej pory żadnemu graczowi nie udało się uzyskać 155-punktowego breaka w oficjalnym turnieju, odnotowano jednak taki wynik w meczu treningowym, a dokonał tego Jamie Cope latem 2005 roku. Najwyższym breakiem w turnieju rankingowym był break 148-punktowy Jamiego Burnetta, który padł w eliminacjach do UK Championship w 2004 roku.
Najszybciej wykonany break maksymalny należy do Ronniego O’Sullivana (5 minut 20 sekund), który ma najwięcej (17) breaków maksymalnych na koncie. Jako jedyny wbił także 3 breaki maksymalne w trakcie jednego sezonu oraz jako jeden z dwóch (drugim jest Stephen Hendry) dokonał trzykrotnie tej sztuki na mistrzostwach świata.
Podczas mistrzostw świata w 2008 po raz pierwszy w historii tego turnieju break maksymalny został wbity dwukrotnie.
W 2014 Shaun Murphy jako pierwszy zawodnik wbił trzykrotnie breaka maksymalnego w ciągu roku kalendarzowego.
Pierwszym zawodnikiem, który wbił dwa breaki maksymalne w jednym turnieju jest Mark Davis. Dokonał tego w Championship League 2017.
Pierwszym zawodnikiem, który wbił dwa breaki maksymalne w jednym meczu jest Jackson Page, który dokonał tego 13 i 14 kwietnia 2025 w meczu kwalifikacji do Mistrzostw Świata 2025 przeciwko Allanowi Taylorowi. Osiągnięcie powtórzył Ronnie O’Sullivan w meczu półfinałowym Saudi Arabia Snooker Masters z Chrisem Wakelinem 15 sierpnia 2025. Tym samym zdobył nagrodę w wysokosci 147 000 funtów przyznawaną za zdobycie 2 breaków maksymalnych w jednym sezonie w meczach turniejów Triple Crown i Saudi Arabia Snooker Masters.
W czasie mistrzostw świata w 2025 Mark Allen wbijając breaka maksymalnego w meczu 2. rundy z Chrisem Wakelinem został pierwszym zawodnikiem, który osiągnął breaki 147 punktów w każdym z turniejów Triple Crown.
Najmłodszym zawodnikiem, który osiągnął oficjalnie uznany break maksymalny jest Thanawat Thirapongpaiboon. Zrobił to w wieku 16 lat i 312 dni w meczu trzeciej rundy turnieju Rhein-Main Masters 2010 przeciwko Barremu Hawkinsowi.
Najstarszym zawodnikiem, który wbił breaka maksymalnego jest Ronnie O’Sullivan. W meczu półfinałowym Saudi Arabia Snooker Masters z Chrisem Wakelinem 15 sierpnia 2025 wbił 2takie breaki będąc w wieku 49 lat i 253 dni.
| lp. | Data                 | Zawodnik                  | Przeciwnik             | Turniej                                               |
| --- | -------------------- | ------------------------- | ---------------------- | ----------------------------------------------------- |
|     | 22 stycznia 1955     | Joe Davis                 | Willie Smith           | mecz pokazowy                                         |
|     | 23 grudnia 1966      | Rex Williams              | Mannie Francisco       | mecz pokazowy                                         |
| 1   | 11 stycznia 1982     | Steve Davis               | John Spencer           | Classic                                               |
| 2   | 23 kwietnia 1983     | Cliff Thorburn            | Terry Griffiths        | Mistrzostwa Świata                                    |
| 3   | 28 stycznia 1984     | Kirk Stevens              | Jimmy White            | Masters                                               |
| 4   | 17 listopada 1987    | Willie Thorne             | Tommy Murphy           | UK Championship                                       |
| 5   | 20 lutego 1988       | Tony Meo                  | Stephen Hendry         | Matchroom League                                      |
| 6   | 24 września 1988     | Alain Robidoux            | Jim Meadowcroft        | European Open – kwalifikacje                          |
| 7   | 18 lutego 1989       | John Rea                  | Ian Black              | Scottish Professional Championship                    |
| 8   | 8 marca 1989         | Cliff Thorburn            | Jimmy White            | Matchroom League                                      |
| 9   | 16 stycznia 1991     | James Wattana             | Paul Dawkins           | World Masters                                         |
| 10  | 5 czerwca 1991       | Peter Ebdon               | Wayne Martin           | Strachan Open – kwalifikacje                          |
| 11  | 25 lutego 1992       | James Wattana             | Tony Drago             | British Open                                          |
| 12  | 22 kwietnia 1992     | Jimmy White               | Tony Drago             | Mistrzostwa Świata                                    |
| 13  | 9 maja 1992          | John Parrott              | Tony Meo               | Matchroom League                                      |
| 14  | 24 maja 1992         | Stephen Hendry            | Willie Thorne          | Matchroom League                                      |
| 15  | 14 listopada 1992    | Peter Ebdon               | Ken Doherty            | UK Championship                                       |
| 16  | 7 września 1994      | David McDonnell           | Nic Barrow             | British Open – kwalifikacje                           |
| 17  | 27 kwietnia 1995     | Stephen Hendry            | Jimmy White            | Mistrzostwa Świata                                    |
| 18  | 25 listopada 1995    | Stephen Hendry            | Gary Wilkinson         | UK Championship                                       |
| 19  | 5 stycznia 1997      | Stephen Hendry            | Ronnie O’Sullivan      | Charity Challenge                                     |
| 20  | 21 kwietnia 1997     | Ronnie O’Sullivan         | Mick Price             | Mistrzostwa Świata                                    |
| 21  | 18 września 1997     | James Wattana             | Pang Weiguo            | China International                                   |
| 22  | 16 maja 1998         | Stephen Hendry            | Ken Doherty            | Premier League                                        |
| 23  | 10 sierpnia 1998     | Adrian Gunnell            | Mario Wehrmann         | Thailand Masters – kwalifikacje                       |
| 24  | 13 sierpnia 1998     | Mehmet Husnu              | Eddie Barker           | China International – kwalifikacje                    |
| 25  | 13 stycznia 1999     | Jason Prince              | Ian Brumby             | British Open – kwalifikacje                           |
| 26  | 29 stycznia 1999     | Ronnie O’Sullivan         | James Wattana          | Welsh Open                                            |
| 27  | 4 lutego 1999        | Stuart Bingham            | Barry Hawkins          | UK Tour – Turniej 3                                   |
| 28  | 22 maja 1999         | Nick Dyson                | Adrian Gunnell         | UK Tour – Turniej 4                                   |
| 29  | 6 kwietnia 1999      | Graeme Dott               | David Roe              | British Open                                          |
| 30  | 19 września 1999     | Stephen Hendry            | Peter Ebdon            | British Open                                          |
| 31  | 21 września 1999     | Barry Pinches             | Joe Johnson            | Welsh Open – kwalifikacje                             |
| 32  | 13 października 1999 | Ronnie O’Sullivan         | Graeme Dott            | Grand Prix                                            |
| 33  | 4 listopada 1999     | Karl Burrows              | Adrian Rosa            | Benson & Hedges Championship                          |
| 34  | 22 listopada 1999    | Stephen Hendry            | Paul Wykes             | UK Championship                                       |
| 35  | 21 stycznia 2000     | John Higgins              | Dennis Taylor          | Nations Cup                                           |
| 36  | 24 marca 2000        | John Higgins              | Jimmy White            | Irish Masters                                         |
| 37  | 24 marca 2000        | Stephen Maguire           | Phaitoon Phonbun       | Scottish Open – kwalifikacje                          |
| 38  | 5 kwietnia 2000      | Ronnie O’Sullivan         | Quinten Hann           | Scottish Open                                         |
| 39  | 25 października 2000 | Marco Fu                  | Ken Doherty            | Scottish Masters                                      |
| 40  | 7 listopada 2000     | David McLellan            | Steve Meakin           | Benson & Hedges Championship                          |
| 41  | 19 listopada 2000    | Nick Dyson                | Robert Milkins         | UK Championship                                       |
| 42  | 25 lutego 2001       | Stephen Hendry            | Mark Williams          | Malta Grand Prix                                      |
| 43  | 17 października 2001 | Ronnie O’Sullivan         | Drew Henry             | LG Cup                                                |
| 44  | 12 listopada 2001    | Shaun Murphy              | Adrian Rosa            | Benson & Hedges Championship                          |
| 45  | 28 października 2002 | Tony Drago                | Stuart Bingham         | Benson & Hedges Championship                          |
| 46  | 22 kwietnia 2003     | Ronnie O’Sullivan         | Marco Fu               | Mistrzostwa Świata                                    |
| 47  | 12 października 2003 | John Higgins              | Mark Williams          | LG Cup                                                |
| 48  | 12 listopada 2003    | John Higgins              | Michael Judge          | British Open                                          |
| 49  | 4 października 2004  | John Higgins              | Ricky Walden           | Grand Prix                                            |
| 50  | 17 listopada 2004    | David Gray                | Mark Selby             | UK Championship                                       |
| 51  | 20 kwietnia 2005     | Mark Williams             | Robert Milkins         | Mistrzostwa Świata                                    |
| 52  | 22 listopada 2005    | Stuart Bingham            | Marcus Campbell        | Masters – kwalifikacje                                |
| 53  | 14 marca 2006        | Robert Milkins            | Mark Selby             | Mistrzostwa Świata – kwalifikacje                     |
| 54  | 23 października 2006 | Jamie Cope                | Michael Holt           | Grand Prix                                            |
| 55  | 14 stycznia 2007     | Ding Junhui               | Anthony Hamilton       | Masters                                               |
| 56  | 16 lutego 2007       | Andrew Higginson          | Allister Carter        | Welsh Open                                            |
| 57  | 19 września 2007     | Jamie Burnett             | Liu Song               | Grand Prix – kwalifikacje                             |
| 58  | 14 października 2007 | Tom Ford                  | Steve Davis            | Grand Prix                                            |
| 59  | 8 listopada 2007     | Ronnie O’Sullivan         | Allister Carter        | Northern Ireland Trophy                               |
| 60  | 15 grudnia 2007      | Ronnie O’Sullivan         | Mark Selby             | UK Championship                                       |
| 61  | 29 marca 2008        | Stephen Maguire           | Ryan Day               | China Open                                            |
| 62  | 28 kwietnia 2008     | Ronnie O’Sullivan         | Mark Williams          | Mistrzostwa Świata                                    |
| 63  | 29 kwietnia 2008     | Allister Carter           | Peter Ebdon            | Mistrzostwa Świata                                    |
| 64  | 2 października 2008  | Jamie Cope                | Mark Williams          | Shanghai Masters                                      |
| 65  | 29 października 2008 | Liang Wenbo               | Martin Gould           | Bahrain Championship – kwalifikacje                   |
| 66  | 8 listopada 2008     | Marcus Campbell           | Ahmed Al Khusaibi      | Bahrain Championship                                  |
| 67  | 16 grudnia 2008      | Ding Junhui               | John Higgins           | UK Championship                                       |
| 68  | 28 kwietnia 2009     | Stephen Hendry            | Shaun Murphy           | Mistrzostwa Świata                                    |
| 69  | 5 czerwca 2009       | Mark Selby                | Joe Perry              | Jiangsu Classic                                       |
| 70  | 1 kwietnia 2010      | Neil Robertson            | Peter Ebdon            | China Open                                            |
| 71  | 25 czerwca 2010      | Kurt Maflin               | Michał Zieliński       | Players Tour Championship – Turniej 1                 |
| 72  | 6 sierpnia 2010      | Barry Hawkins             | James McGouran         | Players Tour Championship – Turniej 3                 |
| 73  | 20 września 2010     | Ronnie O’Sullivan         | Mark King              | World Open – kwalifikacje                             |
| 74  | 22 października 2010 | Thanawat Thirapongpaiboon | Barry Hawkins          | Players Tour Championship – Turniej 3                 |
| 75  | 23 października 2010 | Mark Williams             | Diana Schuler          | Players Tour Championship – Turniej 3                 |
| 76  | 19 listopada 2010    | Rory McLeod               | Issara Kachaiwong      | Players Tour Championship – Turniej 6                 |
| 77  | 17 lutego 2011       | Stephen Hendry            | Stephen Maguire        | Welsh Open                                            |
| 78  | 26 sierpnia 2011     | Ronnie O’Sullivan         | Adam Duffy             | Players Tour Championship – Turniej 4                 |
| 79  | 22 listopada 2011    | Mike Dunn                 | Kurt Maflin            | German Masters – kwalifikacje                         |
| 80  | 27 listopada 2011    | David Gray                | Robbie Williams        | Players Tour Championship – Turniej 10 – kwalifikacje |
| 81  | 29 listopada 2011    | Ricky Walden              | Gareth Allen           | Players Tour Championship – Turniej 10                |
| 82  | 15 grudnia 2011      | Matthew Stevens           | Michael Wasley         | Players Tour Championship – Turniej 12                |
| 83  | 15 grudnia 2011      | Ding Junhui               | Brandon Winstone       | Players Tour Championship – Turniej 12                |
| 84  | 17 grudnia 2011      | Ding Junhui               | James Cahill           | Players Tour Championship – Turniej 11                |
| 85  | 18 grudnia 2011      | Jamie Cope                | Kurt Maflin            | Players Tour Championship – Turniej 11                |
| 86  | 14 stycznia 2012     | Marco Fu                  | Matthew Selt           | World Open – kwalifikacje                             |
| 87  | 11 kwietnia 2012     | Robert Milkins            | Xiao Guodong           | Mistrzostwa Świata – kwalifikacje                     |
| 88  | 21 kwietnia 2012     | Stephen Hendry            | Stuart Bingham         | Mistrzostwa Świata                                    |
| 89  | 1 lipca 2012         | Stuart Bingham            | Ricky Walden           | Wuxi Classic                                          |
| 90  | 24 sierpnia 2012     | Ken Doherty               | Julian Treiber         | European Tour – Turniej 1                             |
| 91  | 23 września 2012     | John Higgins              | Judd Trump             | Shanghai Masters                                      |
| 92  | 16 listopada 2012    | Tom Ford                  | Matthew Stevens        | European Tour – Turniej 4                             |
| 93  | 21 listopada 2012    | Andy Hicks                | Daniel Wells           | UK Championship – kwalifikacje                        |
| 94  | 22 listopada 2012    | Jack Lisowski             | Chen Zhe               | UK Championship – kwalifikacje                        |
| 95  | 5 grudnia 2012       | John Higgins              | Mark Davis             | UK Championship                                       |
| 96  | 14 grudnia 2012      | Kurt Maflin               | Stuart Carrington      | European Tour – Turniej 5                             |
| 97  | 16 marca 2013        | Ding Junhui               | Mark Allen             | Players Tour Championship – Turniej finałowy          |
| 98  | 28 maja 2013         | Neil Robertson            | Mohamed Khairy         | Wuxi Classic – kwalifikacje                           |
| 99  | 15 listopada 2013    | Judd Trump                | Mark Selby             | European Tour – Turniej 7                             |
| 100 | 7 grudnia 2013       | Mark Selby                | Ricky Walden           | UK Championship                                       |
| 101 | 11 grudnia 2013      | Dechawat Poomjaeng        | Zak Surety             | German Masters – kwalifikacje                         |
| 102 | 12 grudnia 2013      | Gary Wilson               | Ricky Walden           | German Masters – kwalifikacje                         |
| 103 | 8 stycznia 2014      | Shaun Murphy              | Mark Davis             | Championship League – grupa 2                         |
| 104 | 9 lutego 2014        | Shaun Murphy              | Jamie Jones            | European Tour – Turniej 8                             |
| 105 | 2 marca 2014         | Ronnie O’Sullivan         | Ding Junhui            | Welsh Open                                            |
| 106 | 22 sierpnia 2014     | Aditya Mehta              | Stephen Maguire        | European Tour – Turniej 2                             |
| 107 | 23 października 2014 | Ryan Day                  | Cao Yupeng             | Asian Tour – Turniej 2                                |
| 108 | 24 listopada 2014    | Shaun Murphy              | Robert Milkins         | European Tour – Turniej 4                             |
| 109 | 4 grudnia 2014       | Ronnie O’Sullivan         | Matthew Selt           | UK Championship                                       |
| 110 | 12 grudnia 2014      | Ben Woollaston            | Joe Steele             | European Tour – Turniej 5                             |
| 111 | 5 stycznia 2015      | Barry Hawkins             | Stephen Maguire        | Championship League – grupa 1                         |
| 112 | 11 stycznia 2015     | Marco Fu                  | Stuart Bingham         | Masters                                               |
| 113 | 6 lutego 2015        | Judd Trump                | Mark Selby             | German Masters                                        |
| 114 | 10 lutego 2015       | David Gilbert             | Xiao Guodong           | Championship League – grupa 6                         |
| 115 | 6 grudnia 2015       | Neil Robertson            | Liang Wenbo            | UK Championship                                       |
| 116 | 11 grudnia 2015      | Marco Fu                  | Sam Baird              | European Tour – Turniej 5                             |
| 117 | 19 lutego 2016       | Ding Junhui               | Neil Robertson         | Welsh Open                                            |
| 118 | 25 lutego 2016       | Fergal O’Brien            | Mark Davis             | Championship League – grupa 6                         |
| 119 | 27 sierpnia 2016     | Thepchaiya Un-Nooh        | Kurt Maflin            | Paul Hunter Classic                                   |
| 120 | 20 września 2016     | Stephen Maguire           | Yi Chen Xu             | Shanghai Masters                                      |
| 121 | 28 września 2016     | Shaun Murphy              | Allan Taylor           | European Masters – kwalifikacje                       |
| 122 | 11 października 2016 | Alfred Burden             | Daniel Wells           | English Open                                          |
| 123 | 16 listopada 2016    | John Higgins              | Sam Craigie            | Northern Ireland Open                                 |
| 124 | 27 listopada 2016    | Mark Allen                | Rod Lawler             | UK Championship                                       |
| 125 | 8 grudnia 2016       | Allister Carter           | Wang Yuchen            | German Masters – kwalifikacje                         |
| 126 | 8 grudnia 2016       | Ross Muir                 | Itaro Santos           | German Masters – kwalifikacje                         |
| 127 | 10 stycznia 2017     | Mark Davis                | Neil Robertson         | Championship League – grupa 3                         |
| 128 | 1 lutego 2017        | Tom Ford                  | Peter Ebdon            | German Masters                                        |
| 129 | 2 marca 2017         | Mark Davis                | John Higgins           | Championship League – grupa zwycięzców                |
| 130 | 30 marca 2017        | Judd Trump                | Tian Pengfei           | China Open                                            |
| 131 | 6 kwietnia 2017      | Gary Wilson               | Josh Boileau           | Mistrzostwa Świata – kwalifikacje                     |
| 132 | 18 października 2017 | Liang Wenbo               | Tom Ford               | English Open                                          |
| 133 | 31 października 2017 | Kyren Wilson              | Martin Gould           | International Championship                            |
| 134 | 12 grudnia 2017      | Cao Yupeng                | Andrew Higginson       | Scottish Open                                         |
| 135 | 26 stycznia 2018     | Martin Gould              | Li Hang                | Championship League – grupa 6                         |
| 136 | 26 marca 2018        | Luca Brecel               | John Higgins           | Championship League – grupa 7                         |
| 137 | 3 kwietnia 2018      | Ronnie O’Sullivan         | Elliot Slessor         | China Open                                            |
| 138 | 4 kwietnia 2018      | Stuart Bingham            | Ricky Walden           | China Open                                            |
| 139 | 12 kwietnia 2018     | Liang Wenbo               | Rod Lawler             | Mistrzostwa Świata – kwalifikacje                     |
| 140 | 24 sierpnia 2018     | Michael Georgiou          | Umut Dikme             | Paul Hunter Classic                                   |
| 141 | 24 sierpnia 2018     | Jamie Jones               | Lee Walker             | Paul Hunter Classic                                   |
| 142 | 16 października 2018 | Thepchaiya Un-Nooh        | Soheil Vahedi          | English Open                                          |
| 143 | 17 października 2018 | Ronnie O’Sullivan         | Allan Taylor           | English Open                                          |
| 144 | 8 listopada 2018     | Mark Selby                | Neil Robertson         | Champion of Champions                                 |
| 145 | 12 grudnia 2018      | John Higgins              | Gerard Greene          | Scottish Open                                         |
| 146 | 21 grudnia 2018      | Judd Trump                | Lukas Kleckers         | German Masters – kwalifikacje                         |
| 147 | 22 stycznia 2019     | David Gilbert             | Stephen Maguire        | Championship League – grupa 5                         |
| 148 | 12 lutego 2019       | Neil Robertson            | Jordan Brown           | Welsh Open                                            |
| 149 | 14 lutego 2019       | Noppon Saengkham          | Mark Selby             | Welsh Open                                            |
| 150 | 28 lutego 2019       | Zhou Yuelong              | Lü Haotian             | Indian Open                                           |
| 151 | 3 kwietnia 2019      | Stuart Bingham            | Peter Ebdon            | China Open                                            |
| 152 | 17 czerwca 2019      | Tom Ford                  | Fraser Patrick         | International Championship – kwalifikacje             |
| 153 | 17 października 2019 | Tom Ford                  | Shaun Murphy           | English Open                                          |
| 154 | 12 listopada 2019    | Stuart Bingham            | Lu Ning                | Northern Ireland Open                                 |
| 155 | 27 listopada 2019    | Barry Hawkins             | Gerard Greene          | UK Championship                                       |
| 156 | 11 lutego 2020       | Kyren Wilson              | Jackson Page           | Welsh Open                                            |
| 157 | 6 sierpnia 2020      | John Higgins              | Kurt Maflin            | Mistrzostwa Świata                                    |
| 158 | 13 września 2020     | Ryan Day                  | Rod Lawler             | Championship League – grupa 2                         |
| 159 | 30 października 2020 | John Higgins              | Kyren Wilson           | Championship League – grupa finałowy                  |
| 160 | 10 listopada 2020    | Shaun Murphy              | Chen Zifan             | German Masters – kwalifikacje                         |
| 161 | 18 listopada 2020    | Judd Trump                | Gao Yang               | Northern Ireland Open                                 |
| 162 | 24 listopada 2020    | Kyren Wilson              | Ashley Hugill          | UK Championship                                       |
| 163 | 25 listopada 2020    | Stuart Bingham            | Zak Surety             | UK Championship                                       |
| 164 | 7 grudnia 2020       | Zhou Yuelong              | Peter Lines            | Scottish Open                                         |
| 165 | 4 stycznia 2021      | Stuart Bingham            | Thepchaiya Un-Nooh     | Championship League – grupa 1                         |
| 166 | 20 stycznia 2021     | Gary Wilson               | Liam Highfield         | WST Pro Series – grupa G                              |
| 167 | 16 sierpnia 2021     | John Higgins              | Alexander Ursenbacher  | British Open                                          |
| 168 | 20 sierpnia 2021     | Allister Carter           | Elliot Slessor         | British Open                                          |
| 169 | 24 września 2021     | Xiao Guodong              | Fraser Patrick         | Scottish Open – kwalifikacje                          |
| 170 | 10 października 2021 | Mark Allen                | Si Jiahui              | Northern Ireland Open – kwalifikacje                  |
| 171 | 22 października 2021 | Thepchaiya Un-Nooh        | Fan Zhengyi            | German Masters – kwalifikacje                         |
| 172 | 24 listopada 2021    | Gary Wilson               | Ian Burns              | UK Championship                                       |
| 173 | 13 marca 2022        | Judd Trump                | Matthew Selt           | Turkish Masters                                       |
| 174 | 25 marca 2022        | Stuart Bingham            | Gerard Greene          | Gibraltar Open                                        |
| 175 | 11 kwietnia 2022     | Graeme Dott               | Pang Junxu             | Mistrzostwa Świata – kwalifikacje                     |
| 176 | 25 kwietnia 2022     | Neil Robertson            | Jack Lisowski          | Mistrzostwa Świata                                    |
| 177 | 16 lipca 2022        | Zhang Anda                | Anton Kazakov          | European Masters – kwalifikacje                       |
| 178 | 17 lipca 2022        | Hossein Vafaei            | Ng On Yee              | European Masters – kwalifikacje                       |
| 179 | 29 września 2022     | Mark Selby                | Jack Lisowski          | British Open                                          |
| 180 | 8 października 2022  | Marco Fu                  | John Higgins           | Hong Kong Masters                                     |
| 181 | 6 listopada 2022     | Judd Trump                | Ronnie O’Sullivan      | Champion of Champions                                 |
| 182 | 29 listopada 2022    | Judd Trump                | Mitchell Mann          | Scottish Open                                         |
| 183 | 16 grudnia 2022      | Mark Williams             | Neil Robertson         | English Open                                          |
| 184 | 3 lutego 2023        | Robert Milkins            | Chris Wakelin          | German Masters                                        |
| 185 | 16 lutego 2023       | Shaun Murphy              | Daniel Wells           | Welsh Open                                            |
| 186 | 20 marca 2023        | Thepchaiya Un-Nooh        | Xu Si                  | WST Classic                                           |
| 187 | 30 marca 2023        | Ryan Day                  | Mark Selby             | Tour Championship                                     |
| 188 | 19 kwietnia 2023     | Kyren Wilson              | Ryan Day               | Mistrzostwa Świata                                    |
| 189 | 30 kwietnia 2023     | Mark Selby                | Luca Brecel            | Mistrzostwa Świata                                    |
| 190 | 28 lipca 2023        | Sean O’Sullivan           | Barry Hawkins          | European Masters – kwalifikacje                       |
| 191 | 18 września 2023     | Ryan Day                  | Nutcharut Wongharuthai | International Championship – kwalifikacje             |
| 192 | 12 listopada 2023    | Zhang Anda                | Tom Ford               | International Championship                            |
| 193 | 19 listopada 2023    | Xu Si                     | Ma Hailong             | UK Championship – kwalifikacje                        |
| 194 | 7 grudnia 2023       | Shaun Murphy              | Bulcsú Révész          | Shoot Out                                             |
| 195 | 8 stycznia 2024      | Ding Junhui               | Ronnie O’Sullivan      | Masters                                               |
| 196 | 12 stycznia 2024     | Mark Allen                | Mark Selby             | Masters                                               |
| 197 | 6 lutego 2024        | Kyren Wilson              | Tom Ford               | Championship League – grupa 3                         |
| 198 | 10 lutego 2024       | John Higgins              | Fan Zhengyi            | Championship League – grupa 5                         |
| 199 | 17 lutego 2024       | Gary Wilson               | John Higgins           | Welsh Open                                            |
| 200 | 29 lutego 2024       | Joe O’Connor              | Elliot Slessor         | Championship League – grupa 7                         |
| 201 | 18 marca 2024        | Zak Surety                | Ding Junhui            | World Open – kwalifikacje                             |
| 202 | 15 kwietnia 2024     | Noppon Saengkham          | Andy Hicks             | Mistrzostwa Świata – kwalifikacje                     |
| 203 | 1 września 2024      | Noppon Saengkham          | Amir Sarkhosh          | Saudi Arabia Snooker Masters                          |
| 204 | 13 września 2024     | Fan Zhengyi               | Liam Pullen            | English Open – kwalifikacje                           |
| 205 | 26 września 2024     | Mark Allen                | Ben Mertens            | British Open                                          |
| 206 | 11 października 2024 | Si Jiahui                 | Judd Trump             | Wuhan Open                                            |
| 207 | 5 listopada 2024     | Xu Si                     | Ryan Day               | International Championship                            |
| 208 | 26 listopada 2024    | Zhang Anda                | Lei Peifan             | UK Championship                                       |
| 209 | 7 stycznia 2025      | Jak Jones                 | Chris Wakelin          | Championship League – grupa 2                         |
| 210 | 18 stycznia 2025     | Shaun Murphy              | Mark Allen             | Masters                                               |
| 211 | 25 stycznia 2025     | David Gilbert             | Zhou Yuelong           | Championship League – grupa 7                         |
| 212 | 5 lutego 2025        | Mark Selby                | Xiao Guodong           | Championship League – grupa zwycięzców                |
| 213 | 6 lutego 2025        | Xu Si                     | Bulcsú Révész          | Welsh Open – kwalifikacje                             |
| 214 | 24 lutego 2025       | Shaun Murphy              | Zhou Jinhao            | World Open                                            |
| 215 | 13 kwietnia 2025     | Jackson Page              | Allan Taylor           | Mistrzostwa Świata – kwalifikacje                     |
| 216 | 14 kwietnia 2025     | Jackson Page              | Allan Taylor           | Mistrzostwa Świata – kwalifikacje                     |
| 217 | 25 kwietnia 2025     | Mark Allen                | Chris Wakelin          | Mistrzostwa Świata                                    |
| 218 | 17 lipca 2025        | Fan Zhengyi               | Xu Si                  | Championship League – grupa 29                        |
| 219 | 29 lipca 2025        | Zhang Anda                | Ding Junhui            | Shanghai Masters                                      |
| 220 | 10 sierpnia 2025     | Thepchaiya Un-Nooh        | Jordan Brown           | Saudi Arabia Snooker Masters                          |
| 221 | 15 sierpnia 2025     | Ronnie O’Sullivan         | Chris Wakelin          | Saudi Arabia Snooker Masters                          |
| 222 | 15 sierpnia 2025     | Ronnie O’Sullivan         | Chris Wakelin          | Saudi Arabia Snooker Masters                          |

### Breaki powyżej 147 punktów
| lp. | Data             | Zawodnik      | Przeciwnik | Turniej                   |
| --- | ---------------- | ------------- | ---------- | ------------------------- |
| 1   | 19 września 2007 | Jamie Burnett | Liu Song   | Grand Prix – kwalifikacje |